# Bulbophyllum frappieri
Bulbophyllum frappieri là một loài phong lan thuộc chi Bulbophyllum.